# Binangun (Butuh)
Binangun is een bestuurslaag in het regentschap Purworejo van de provincie Midden-Java, Indonesië. Binangun telt 682 inwoners (volkstelling 2010).